# 보증발행
보증발행(保證發行)은 유가증권 등이 준비된 경우를 가리키는 단어이다. 중앙은행이 은행권을 발행할 경우 그 뒷받침이 되는 것을 준비하지 않으면 안 된다. 따라서 그 뒷받침으로 금이 준비되어 은행권이 발행된 경우를 정화 준비 발행(正貨準備發行)이라 한다.